# Rayman 2: The Great Escape
Rayman 2: The Great Escape es un videojuego de plataformas de 1999, diseñado por Michel Ancel, producido por Ubisoft Montpellier y publicado por Ubisoft. El personaje principal del juego, Rayman, tiene la tarea de salvar a su amigo Globox, y al mismo tiempo a toda la tierra de cuento de hadas llamada el Claro de los Sueños, de un ejército de invasores llamados Piratas-Robot liderados por el almirante Razorbeard.
Rayman 2 es un juego de plataformas en tres dimensiones, cuyas mecánicas incluyen, entre otras, el movimiento eficiente entre las plataformas, la derrota de oponentes y la obtención de luciérnagas llamadas Lums. El jugador observa el escenario a espaldas del personaje controlado, y su diseño se parece a los títulos de plataformas tridimensionales anteriores como Super Mario 64 y Banjo-Kazooie. El juego recibió críticas positivamente por los medios de comunicación tanto en francés como en inglés. Los revisores elogiaron su estética, habilidades de producción y accesibilidad para jugadores de todas las edades.

## Trama

### Ambientación
Rayman 2 tiene lugar en un mundo llamado el Claro de los sueños, que está siendo invadido por una armada de Piratas-Robot interestelares liderados por el almirante Razorbeard. Antes de la invasión, los piratas destruyeron más de cien planetas en la galaxia, con la intención de esclavizar a sus habitantes. Después de la invasión del Claro de los Sueños, Rayman, Globox y sus aliados se enfrentaron a los Piratas-Robot. Después de mucha lucha, cuando el núcleo primigenio explota, Rayman es capturado. El hada Ly se comunica telepáticamente con él, explicándole las consecuencias de la destrucción, incluida la desintegración del Núcleo en 1000 Lums Amarillos y la captura de muchos de los defensores de Encrucijada de sueños. Rayman, capturado al comienzo del juego, pierde sus habilidades anteriores.

### Historia
Rayman, habiendo perdido sus habilidades anteriores, es capturado y encarcelado a bordo del Barco Prisión de Comando (el Bucanero). Globox, el amigo de Rayman, pronto se encuentra en la misma celda. Él le da a Rayman un Lum de plata, que le dio el hada Ly, que restaura temporalmente algunas de las habilidades de Rayman. El personaje principal escapa de la nave a través del paracaídas, pero durante la fuga pierde el contacto con Globox. Habiendo abandonado el barco, Rayman se encuentra en el Bosque de la Luz. Y decide encontrar a Ly y comienza su búsqueda. Se encuentra con Murphy, la «enciclopedia voladora» que guía al protagonista durante el juego, así como con los tres hijos de Globox. Rayman les informa con tristeza que ha perdido de vista a su padre, para su horror. Los niños le informan a Rayman que Ly ha sido capturada por los Piratas-Robot y está en las profundidades del bosque.
Vagando por lo profundo del bosque, Rayman libera a un grupo de Teensies, pequeñas criaturas con habilidades mágicas, que anteriormente estaban encerradas en una jaula. Después de discutir entre ellos sobre quién es su rey, le informan a Rayman que Ly está en la fortaleza de Claro Mágico. Los Teensies permiten a Rayman entrar en el Portal (Hall of Doors) a cambio de algunos Lum amarillos. Una vez que Rayman logra encontrarlos, King Teensies crea una red de portales conectados al Salón de las Puertas, que él usa para acceder a varias zonas en el Claro de los Sueños. Finalmente, Rayman descubre que Ly está cautiva en un campo de fuerza en Encrucijada de sueños. Habiendo liberado al hada, le cuenta que perdió de vista el Globox y perdió sus poderes. Ly no puede restaurar a Rayman a sus habilidades. Sin embargo, le cuenta al protagonista sobre cuatro máscaras antiguas que podría usar Polokus, el espíritu del mundo, para despertar y derrotar a los Piratas-Robot. Las cuatro máscaras están escondidas en santuarios secretos que consisten en los cuatro elementos: agua/hielo, piedra/roca, fuego/lava y aire. Ly le informa a Rayman que solo puede derrotar a los Piratas-Robot si encuentra las cuatro máscaras, derrota a sus guardias y despierta a Polokus.
Preocupado por las acciones de Rayman, el almirante Razorbeard envía varios buques de guerra para rastrearlo y matarlo Rayman se acerca a la entrada del Templo del Agua y el Hielo, que contiene la primera de las cuatro máscaras. Derrota a su guardián, Axel, en combate y recoge la primera máscara, que lo teletransporta al lugar de entierro de Polokus. Hablando con Rayman en un sueño, Polokus lo felicita por encontrar la máscara y lo anima a recolectar las tres máscaras restantes. El protagonista viaja a Colinas de espinas donde conoce a Clark, un gigante amigable que está gravemente enfermo después de tragarse accidentalmente un Piratas-Robot. Clark le pide a Rayman que recupere el Elixir de la Vida de la Cueva de los Malos Sueños, una tierra a la que solo se puede acceder en un sueño. Rayman le pide al chamán que lo hipnotice y luego entra a la cueva. Allí, Jano, el guardián del mundo de los sueños, le ofrece a Rayman una elección de riqueza eterna en lugar de una poción. Si el jugador acepta la oferta de Jano, hay un final negativo humorístico que muestra a Rayman varado en una pequeña isla rodeada de tesoros. Si por lo contrario rechaza la oferta, Jano le da a Rayman una poción que usa para curar a Clark.
Luego, Rayman se une a Globox, quien previamente había sido capturado por los Piratas-Robot y trasladado a una prisión remota. Él revela que ha recibido otro Lum de plata, lo que aumenta enormemente el potencial de ataque de Rayman. Habiendo destruido el buque de guerra con sus nuevos poderes, Rayman llega a Bahía ballena, donde libera a la benévola ballena Carmen, que ha sido encarcelada por piratas que intentan usar su grasa para hacer funcionar los motores de sus barcos. Carmen informa a Rayman de la ubicación de la segunda máscara, que está en el Templo de las Piedras y el Fuego. Su guardián, Umber, es una escultura inanimada que Rayman usa para esquivar la lava en el camino y obtener la máscara. Ya obtenida se la dar a Polokus. Enfurecido, Razorbeard envía una flota de buques de guerra para matar a Rayman. Un grupo de buques de guerra en un abismo de montaña emboscan a Rayman y casi lo matan, pero finalmente logra escapar.
Rayman recoge la tercera máscara en el Templo de la Roca y la Lava y Ly le otorga un nuevo poder: la capacidad de volar. Sin embargo, el guardia del templo, Foutch, hiere a Rayman, despojándolo rápidamente de su nueva habilidad. Habiendo entregado la tercera máscara a Polokus, Rayman es teletransportado a las Montañas de Hierro, hogar de una extensa red de minas. Rayman conoce a Uglette, la esposa de Globox, quien le informa desesperadamente que docenas de sus hijos están siendo utilizados para trabajar en las minas y que Globox ha sido capturado una vez más por Razorbeard. Rayman secuestra un buque de guerra y rescata a todos los niños de Globox. Cuando Uglette y sus hijos se van, uno de ellos le da a Rayman la cuarta máscara, afirmando haberla encontrado en la mina. Rayman se encuentra con Polokus, quien lo felicita por su logro y usa el poder de las cuatro máscaras para despertar. Polokus le dice a Rayman que puede destruir a todos los piratas en la Encrucijada de sueños, pero no tiene poder en el aire. Luego, Polokus crea un portal que transporta a Rayman a bordo del Barco de mando de la prisión, donde debe derrotar al almirante Razorbeard y rescatar a Globox.
A bordo del barco, un general visita a Razorbeard y le ofrece la compra del Grolgoth, un gran exoesqueleto que hace que el usuario sea invulnerable al daño. Razorbeard compra un arma y planea su enfrentamiento con Rayman, poco después, Rayman aborda el barco y encuentra tanto a Razorbeard (colocado dentro del Grolgoth) como a Globox en la cofa del barco. Durante la pelea, Razorbeard destruye accidentalmente el piso debajo de él, lo que hace que él y Rayman caigan en un horno lleno de lava. Ly telepáticamente evita que Rayman se caiga y crea un caparazón volador para él, que el héroe usa para arrojar a Grolgoth a la lava. Razorbeard escapa en un pequeño transbordador e inicia un mecanismo de autodestrucción que destruye la nave con Rayman adentro. Más tarde, en el funeral de Rayman, todos se reúnen para una ceremonia de duelo. Lograron recuperar solo el zapato izquierdo de Rayman, pero de repente se mueve. Para deleite de todos los presentes, aparece Rayman, rebotando sobre un pie.

## Jugabilidad
Rayman 2 es un videojuego de plataformas y de fantasía. Donde la acción del juego tiene lugar en un entorno tridimensional, con la cámara colocada detrás de la espalda del personaje controlado. Todo el título está dividido en mundos separados con un cierto número de niveles para cada uno de ellos. Inicialmente, Rayman solo puede moverse por el área principal, pero a medida que avanza el juego, adquiere la habilidad de saltar, nadar y zambullirse, golpear a los oponentes, columpiarse en los anillos que cuelgan sobre las plataformas, lanzar bolas de fuego y volar usando una hélice hecha con él propio cabello.
El objetivo de Rayman 2 es conseguir cuatro máscaras y recoger las 1000 luciérnagas amarillas, llamadas Lums. Además, la parte principal de la mecánica es recolectar Lums rojos, que aumentan gradualmente la energía de Rayman y derrotar a varias criaturas y robots que se interponen en el camino del uisuario.

## Desarrollo
Tras el éxito de Rayman, su diseñador Michel Ancel planeó continuar las aventuras del protagonista del título. Originalmente, se planeó otro juego con gráficos en segunda dimensión, sin embargo, cuando Nintendo lanzó el videojuego de plataformas en tercera dimensión Super Mario 64 en 1996, decidió seguir el ejemplo de los desarrolladores japoneses. Para el nuevo proyecto contaron con el animador Jake Exertier de Mediasys, quien hizo escenas y animaciones para ellos.
Ancel describió a Rayman 2 como un proyecto exigente para Ubisoft. Si bien los primeros borradores del proyecto se crearon en el estudio de Ubisoft Montpellier, gran parte de la animación del título se creó en París, mientras que la sucursal de Ubisoft en Annecy se encargó de la programación. Afirmó que había una rivalidad entre los artistas de Montpellier y el de París. Por lo tanto, los fundadores de la empresa, los hermanos Guillemot, decidieron contratar productores ejecutivos para supervisar el proyecto. El título fue completado por la asistente de Gérard Guillemot, Pauline Jaquet, que impuso un ritmo y un cronograma específico para el equipo responsable del desarrollo, con Exertier mencionando que durante los últimos tres o cuatro meses del proceso de producción, los creadores apenas durmieron para terminar el trabajo a tiempo.
El trabajo llegó a su fin en octubre de 1999 y el juego debutó en las tiendas el 22 de octubre en la plataforma Nintendo 64. En el mismo año, se lanzó una versión para Windows. En 2000, debutó en la consola PlayStation añadiendo -por primera vez- voces en idiomas reales (sustituyendo los murmullos utilizados en las versiones anteriores de Nintendo 64, Windows y Dreamcast), y en 2002, apareció su versión remasterizada en PlayStation 2 bajo el nombre de Rayman 2 Revolution. En 2008, se relanzó la entrega para la nueva generación de consolas de Sony, PlayStation 3 y PlayStation Portable, mientras que en 2010 apareció en la plataforma de hardware iOS.

## Recepción
Frédéric Dufresne de la revista Génération 4, escribió que aunque el guion de Rayman 2 no parece grandioso, en términos de calidad y estilo de dibujos animados se asemeja a Super Mario 64 y Banjo-Kazooie. Jérôme Bonnet escribiendo para la revista Joystick, lo elogió por su «increíble belleza» y por sus gráficos similares a escenas de corte. Además, opinó que «es perfecto: perfectamente hermoso, perfectamente variado, perfectamente jugable». Según los críticos de Consoles+, Nicolas Gavet y Julien Frainaud, la entrega de Ubisoft «es para Rayman lo que Super Mario 64 es para Super Mario World: Una revolución sagrada».
También en el extranjero, el videojuego recibió elogios generalizados. Matt Casamassina de IGN afirmó que el juego de Ubisoft se caracteriza por «colores vivos» y «animación suave», aunque el tema de las críticas de su parte ha sido el trabajo de cámara imperfecto. Erik Wolpaw de GameSpot enfatizó la noble dimensión; Frente a los productos cada vez más brutales de la industria, se destacaría «por la falta de brutalidad, los géiseres de sangre [...] y el lenguaje vulgar». Según Stuart Miles de The Times, Rayman 2 es un título de «choque» que proporciona «gran diversión inocente que atraerá tanto a niños como a adultos».